# Radostná pod Kozákovem
Radostná pod Kozákovem est une commune du district de Semily, dans la région de Liberec, en République tchèque. Sa population s'élevait à 457 habitants en 2021.

## Géographie
Radostná pod Kozákovem se trouve à 7 km à l'est de Turnov, à 7 km au sud-ouest de Semily, à 25 km à l'est-sud-est de Liberec et à 81 km au nord-est de Prague.
La commune est limitée par Mírová pod Kozákovem à l'ouest et au nord, par Chuchelna à l'est, par Tatobity et Rovensko pod Troskami au sud et par Karlovice au sud-ouest.

## Histoire
La première mention écrite de la localité date de 1403.

## Administration
La commune se compose de trois sections :
- Kozákov ;
- Lestkov ;
- Volavec.

## Galerie

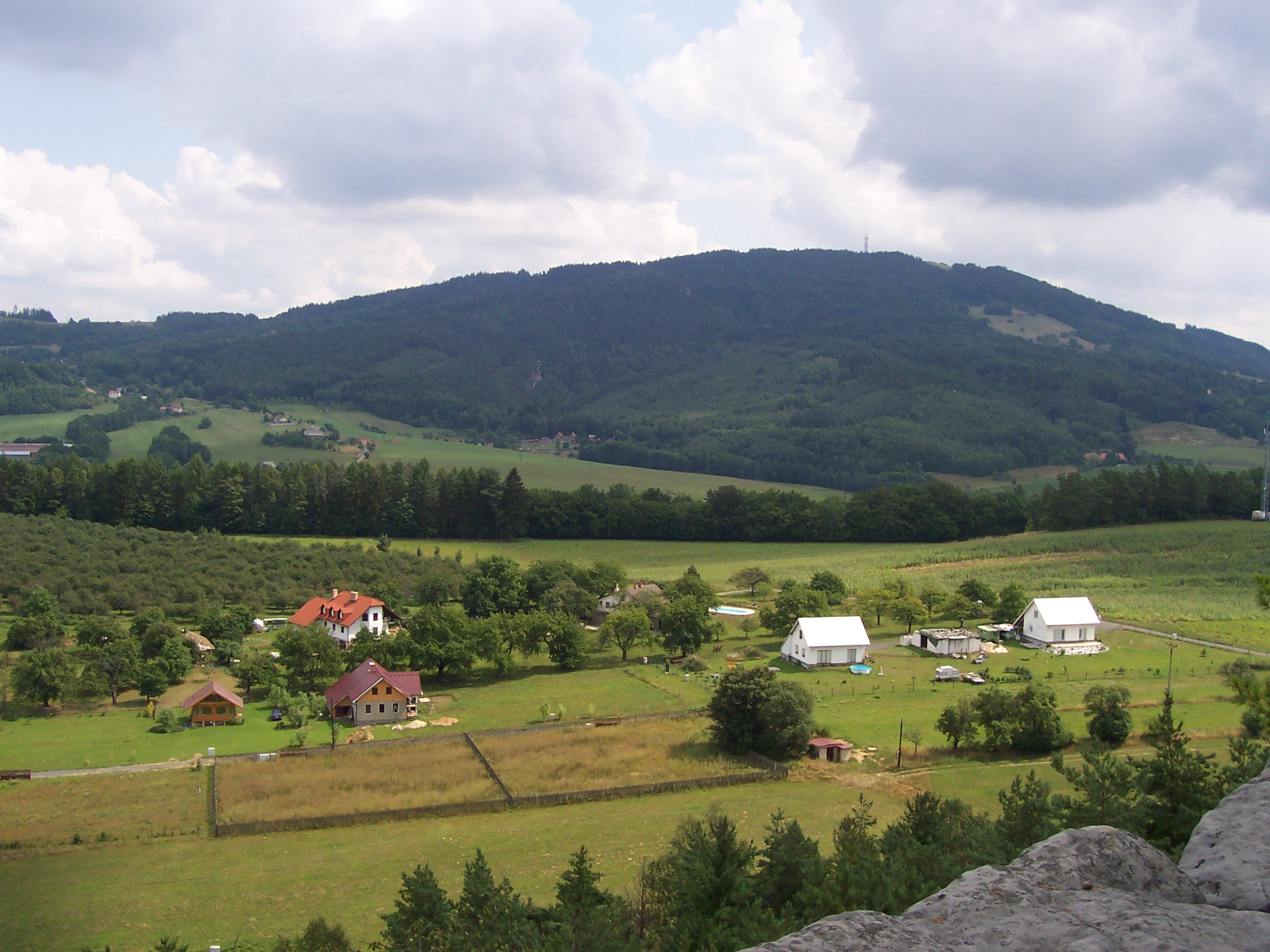
Hameau de Kozakov.
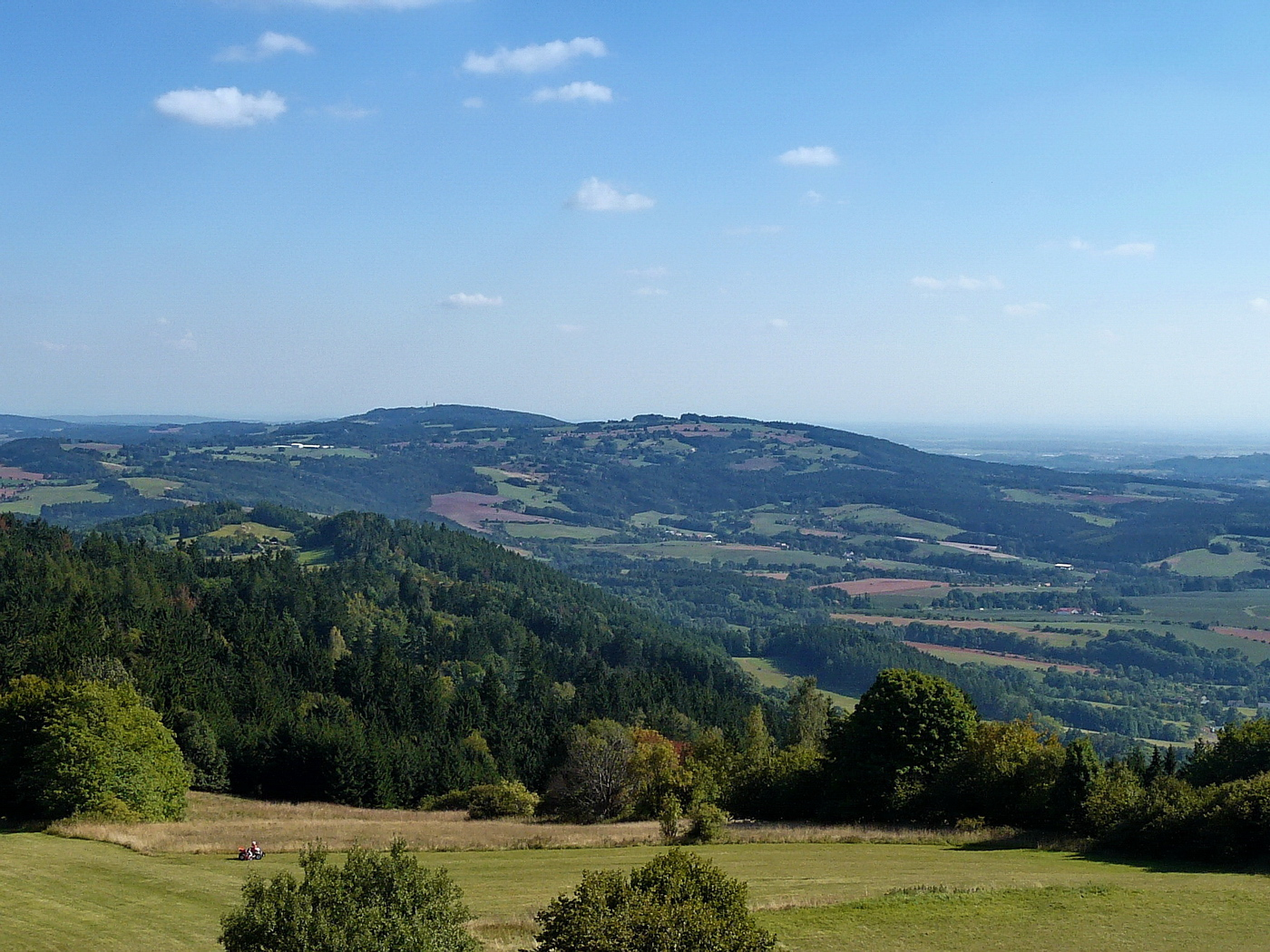
Crête du Tabor depuis Kozákov.
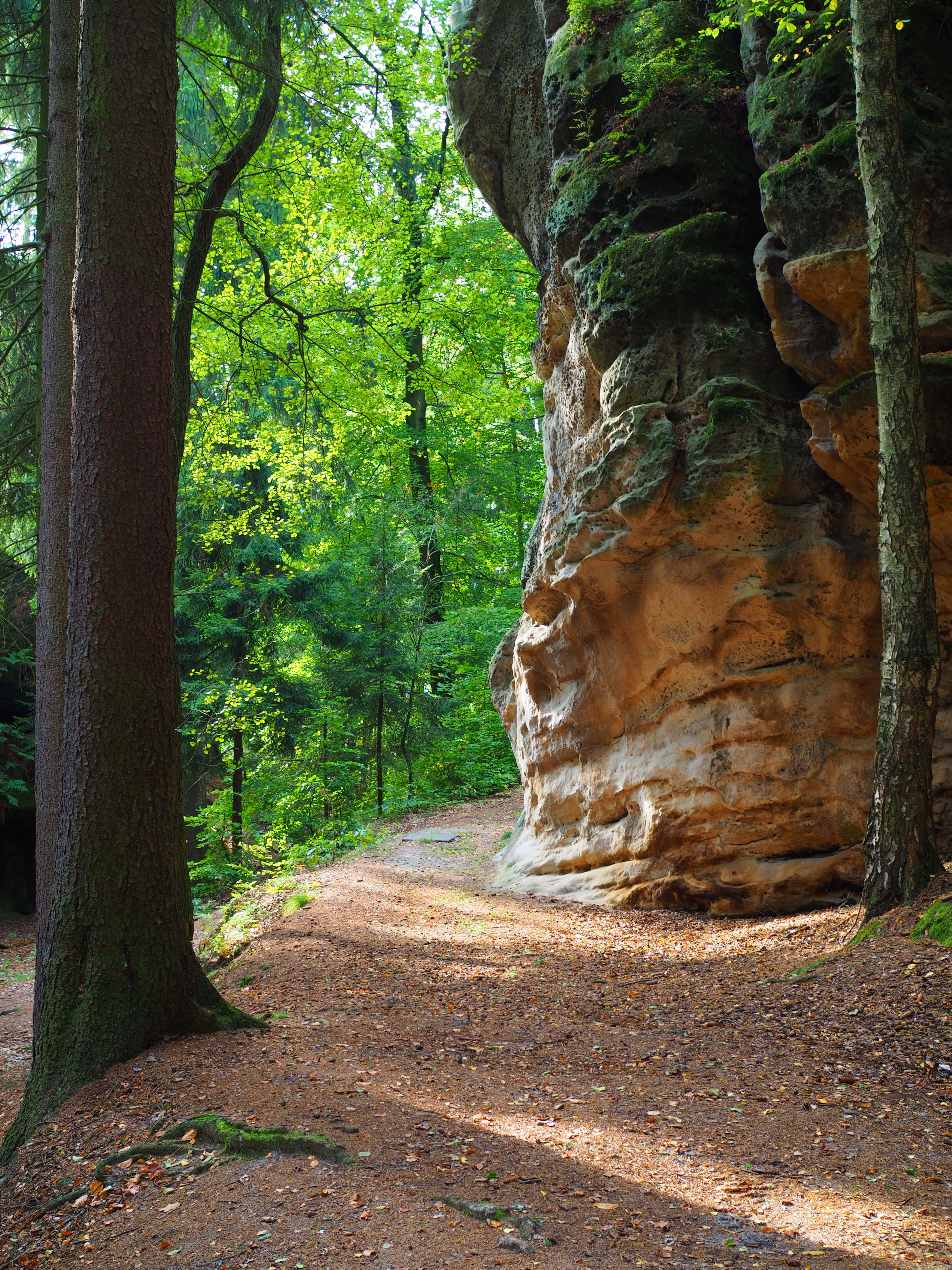
Monument naturel national de Kozákov.

## Transports
Par la route, Radostná pod Kozákovem se trouve à 9 km de Semily, à 35 km de Liberec et à 101 km de Prague.